# Harmonica Creams
Harmonica Creams est un groupe japonais de musique celtique.

## Prix
- 2012 : 1er prix au festival d'Ortigueira en Espagne[1]
- 2018 : Vainqueur du trophée Loïc-Raison lors du festival interceltique de Lorient 2018[2]

## Albums
Liste des albums d'Harmonica Creams :
- 2011 : Analyse de Toucher
- 2012 : In + Out = Sea
- 2013 : tokyo live smokin'
- 2016 : Futura Ancient Alchemy
- 2018 : stereotype
- 2020 : Nemuri irazu
- 2021 : LIVE HC 2020

## Singles
- 2024 : soranari
- 2024 : Serpent Road
- 2024 : Evening Cicada
- 2025 : snow snow snow
- 2025 : Planet Caelus

## Tour Europe
- 2012 : Espagne/France
- 2013 : Espagne
- 2014 : Espagne
- 2017 : Espagne
- 2018 : Espagne/Portugal/France
- 2019 : Espagne/France
- 2025 : Espagne/Italie